# Сундски језик
Сундски језик спада у групу малајско-полинежанских језика којим говоре Сунди на индонежанском острву Јава. Говори га око 42 милиона људи (2016). Има неколико дијалеката.